# عقل فعال (عقل دهم)
عقل فعال (انگلیسی: intellectactif)، اصطلاحی است که شارحان ارسطو وضع کرده‌اند و فیلسوفان اسلامی آن را به عقل دهم اطلاق کرده‌اند.

## فعال
فاعل یا فعال موجودی است که قدرت عمل داشته باشد یا متصف به نشاط و فعالیت باشد. این اصطلاح به اشیاء و اشخاص «مشترکاً» اطلاق می‌شود.

## عقل فعال
عقل دهم یا عقل فعال آخرین عقول آسمانی مفارق است. این عقل را از این جهت فعال گفته‌اند که صور معقولات را به عقل انسانی می‌دهد و در آن اثر می‌کند تا آن را به مرحله عقل مستفاد برساند.

## عقل مستفاد
عقل مستفاد، به این معنی است که نظریات نزد عقل حاضر باشد و از آن غایب نگردد.
در نظر متفکران اسلامی، در ورای عقل انسانی عقل فعال قرار دارد که صور معانی را به عالم کون و فساد افاضه می‌کند. این صور در عقل فعال از آن جهت که فعال است، موجود است. اما این صور در عالم کون و فساد فقط از جهت انفعال این عالم یافت می‌شود.
وقتی اتصال عقل انسانی به عقل فعال شدید شود، چنان‌که گویی همه چیز را از نزد خود می‌داند، عقل قدسی نامیده می‌شود. همه این مطالب به قول ارسطو، گویای این است که عقل فعال (Intellect agent) عقلی است که معانی یا صور کلی را از لواحق حسی و جزئی انتزاع می‌کند در حالی که عقل منفعل عقلی است که این صور در آن انطباع (نقش) می‌یابد.

## عالم سفلی
بعضی از حکما می‌گویند که مبدأ عقول و نفوس عالم سفلی عقل عاشر است، که عقل فلک قمر است، و عقل فعّال نام اوست، و مدبّر عالم سفلی، و واهب الصّور اوست. امّا بیشتر حکما بر آن‌اند که عقول عالم علوی هر ده فعّال‌اند، و هر ده مبادی عقول و نفوس عالم سفلی‌اند. و ازین جهت است که تفاوت بسیار است میان آدمیان.